# Матавай (залив)
Матавай — залив на северном побережье Таити, крупнейшего острова из Наветренных островов Французской Полинезии. Он находится в коммуне Махина, примерно в 8 км к востоку от столицы Папеэте.

## Ранние европейские путешествия
Во второй половине 18-го века бухту посетили европейские путешественники с целью найти дрова, воду и запасы. Ещё в 1802 году губернатор Нового Южного Уэльса считал Таити «единственным островом, который не нуждается в мерах предосторожности для безопасности тех, кто его посещает».

### Сэмюэл Уоллис
Первым известным европейцем, посетившим Таити, был лейтенант Сэмюэль Уоллис на Дельфине, который приплыл 17 июня 1767 года в залив Матавай. Первые контакты с коренными таитянами были трудными, так как 24 и 26 июня 1767 года они пытались захватить корабль на каноэ и затопить его. В отместку английские моряки открыли огонь по каноэ и толпе таитян на холмах. В ответ на эту мощную контратаку жители бухты вынесли жертвы англичанам, продемонстрировав свое желание мира или подчинения. После этого эпизода Самуэль Уоллис смог установить теплые отношения с женщиной-вождем Обереей (Пуреа) и оставался на острове до 27 июля 1767 года.
Уоллис назвал бухту Порт-Рояль.

### Бугенвиль
2 апреля 1768 г. Луи-Антуан де Бугенвиль, совершив первое французское кругосветное плавание в Ла Буде и Этуаль, высадился в заливе Матавай. Он пробыл около десяти дней на острове, который назвал Нувель-Китер или Новая Китера, из-за теплого приема, который он получил, и таитянских обычаев.

### Джеймс Кук
Основной целью первого путешествия Джеймса Кука на «Индеворе» было наблюдение прохождения Венеры в 1769 году в южной части Тихого океана. Таити был выбран для наблюдений, основанных на недавних открытиях Уоллиса. Третьим лейтенантом «Индевора» был Джон Гор, который служил помощником мастера на «Дельфине». Кук встал на якорь в бухте 13 апреля 1769 года. Для обсерватории было выбрано место на песчаной косе в северо-восточной части залива Матавай, названное Точкой Венеры. Местоположение обсерватории стало известно как «Форт Венера». Кук отправился 13 июля 1769 года. Он также посетил залив Матавай 26 августа — 1 сентября 1773 года и 22 апреля — 14 мая 1774 года во время своего второго путешествия и 23 августа — 29 сентября 1777 года во время третьего путешествия.

### Леди Пенрин
Леди Пенрин был кораблём для перевозки осужденных в Первом Флоте. После прибытия в Новый Южный Уэльс, он был отправлен на «Северо-Западное побережье Америки, для закупки мехов, а затем отправиться в Китай и обменять меха и на чай или другие подобные товары …» Он выплыл из Сиднейской бухты 5 мая 1788 года и отправился на север с намерением закупить меха на Камчатке для перепродажи в Китае.
Плохое состояние корабля и болезни среди команды вынудили остановиться в бухте Матавай в июле 1788 года, где команда выздоровела и корабль был отремонтирован. Джон Уоттс, который действовал как суперкарго, ранее был мичманом на «Резолюции» в третьем путешествии Джеймса Кука. Путешествие задокументировано в опубликованных журналах Watts и хирургом Артуром Боуэсом Смитом.

### Первый рейс Блая за хлебными деревьями
В 1787 году Уильям Блай принял командование «Баунти» на миссии по доставке плодов хлебного дерева из южной части Тихого океана в Карибское море. Во время третьего плавания Кука Блай служил мастером парусного корабля «Резолюция». «Баунти» достиг Таити 26 октября 1788 года после десяти месяцев в море. Блай и его команда провели пять месяцев на Таити. Они основали питомник в Точке Венеры, собирая и подготавливая 1015 хлебных растений для транспортировки. Блай позволил экипажу жить на берегу и заботиться о горшечных плодах, и они стали общаться с таитянами. Баунти отправился со своим грузом 4 апреля 1789 года. Часть команды подняла мятеж 28 апреля 1789 года.

### КорабльПандора
«Пандора» под командованием капитана Эдварда Эдвардса был отправлен из Англии в поисках «Баунти» и мятежников. «Пандора» достиг Таити 23 марта 1791 года и забрал 14 членов экипажа из «Баунти». 8 мая 1791 года «Пандора» покинул Таити и впоследствии провёл три месяца в юго-западной части Тихого океана в поисках «Баунти» и оставшихся мятежников, не обнаружив ни её, ни их следов. «Пандора» потерпел крушение в проливе Торреса на обратном пути.

### Ванкувер
Ванкуверская экспедиция на «Дискавери» и «Чатем» посетила бухту Матавай с 29 декабря 1791 года по 24 января 2492 года. Джордж Ванкувер ранее посещал залив Матавай во второй и третьей экспедициях Кука.

### Второй рейс Блая за хлебными деревьями
С 1791 по 1793 год Блай на "Провиденсе, «Ассистенте» под командованием Натаниэле Портлока предпринял вторую попытку доставить плоды хлебного дерева в Вест-Индию. Он прибыл в залив Матавай 9 апреля 1792 года и оставался там три месяца, собирая хлебные растения.

### Лондонское миссионерское общество
5 марта 1797 года «Дафф» высадил миссионеров из Лондонского миссионерского общества в заливе Матавай, чтобы организовать миссию в мыс Венера.